# Свети Антоније (Грчка)
Свети Антоније (грч. Άγιος Αντώνιος, Ајос Андониос) је насељено место у општини Седес у периферији Средишња Македонија, Грчка. Према попису из 2021. године било је 546 становника.
Насеље је 1913. године имало 113 житеља Турака. Године 1924. турско становништво је принудно исељено у Турску а на њихово место је насељено 17 грчких избегличких породица из Турске, укупно 58 особа. На попису из 1928. године било је 60 становника. До почетка тридесетих година 20. века село се звало Мали Плајари (Микро Плајари). У периоду од 1932. до 1934. године досељени су мештани суседног села Свети Антоније (Доганџи), и након тога постоје две махале које се воде као посебна насеља (Мали Плајари и Свети Антоније). Од пописа из 1951. године две махале се воде као једно насеље Свети Антоније који је имао 382 становника.